# Grasbrunn
Grasbrunn település Németországban, azon belül Bajorországban. Lakosainak száma 6813 fő (2023. december 31.). Grasbrunn Haar, Putzbrunn, Vaterstetten, Zorneding, Höhenkirchen-Siegertsbrunn, Hohenbrunn és Oberpframmern községekkel határos.

## A település részei
- Grasbrunn
- Harthausen
- Keferloh
- Möschenfeld
- Neukeferloh

## Népesség
A település népessége az elmúlt években az alábbi módon változott:
| Lakosok száma | 407  | 760  | 2885 | 3517 | 6465 | 6659 | 6710 | 6901 | 6712 | 6813 |
|               | 1875 | 1950 | 1975 | 1987 | 2012 | 2014 | 2016 | 2017 | 2021 | 2023 |